# Boholte Sogn
Boholte Sogn er et sogn i Køge Provsti (Roskilde Stift).
Boholte Kirke blev indviet i 1981. Da var Boholte Sogn allerede i 1979 udskilt fra Køge Sogn, som geografisk havde hørt til Ramsø Herred i Roskilde Amt og havde ligget i Køge Købstad, der ved kommunalreformen i 1970 blev kernen i Køge Kommune.
I sognet findes følgende autoriserede stednavne:
- Klemmenstrup (bebyggelse)
- Vasebækgård (landbrugsejendom)